# Spogostylum fraterculum
Spogostylum fraterculum är en tvåvingeart som först beskrevs av Wray Merrill Bowden 1964.  Spogostylum fraterculum ingår i släktet Spogostylum och familjen svävflugor.
Artens utbredningsområde är Ghana. Inga underarter finns listade i Catalogue of Life.